# Ternant-les-Eaux
 Ternant-les-Eaux  là một xã ở tỉnh Puy-de-Dôme trong vùng Auvergne-Rhône-Alpes miền trung nước Pháp.